# Melville-sziget (Ausztrália)
Az Ausztrália partjainál fekvő Melville-sziget a Timor-tenger keleti szélén és az Arafura-tenger déli szélén helyezkedik el, az Északi terület partjaitól északra. A Coburg-félszigettől, amely az Arnhem-földön található, nyugatra helyezkedik el, Darwintól északra. Az 599 fős lakosságú Milikapiti a legnagyobb közösség a szigeten. A második legnagyobb település a 440 főt számláló Pirlangimpi, ( más elnevezéssel Pularumpi, amelyet korábban Garden Pointnak hívtak), amely 27 kilométernyire nyugatra fekszik Milikapititől a Melville-sziget nyugati részén. Ezenfelül mintegy 30 fő él még a szigeten. 
A sziget 5786 négyzetkilométeres területével ugyan nem tartozik a világ 100 legnagyobb szigete közé, ugyanakkor Tasmania után Ausztrália második legnagyobb szigetéről van szó. Tiwi nyelven a sziget elnevezése Yermalner. Mindössze 55 méternyire a sziget déli csücskétől található az Irrititu-sziget, amelynek területe 1,6 négyzetkilométer. 
A Melville-sziget és a Bathrust-sziget alkotják együttesen a Tiwi-szigeteket. 
Úgy tartják, hogy az első európai, aki látta e szigetet, az Abel Tasman volt 1644-ben, bár manapság ezt sokan vitatják. A Melville-szigetet valószínűbb, hogy a portugál hajósok fedezték fel először, mivel azon őslakosoknál, akik találkoztak 1818-ban Philip Parker Kinggel, aki Új-Dél-Wales kormányzójának a fia, azoknál néhány portugál szó is bekerült a szókincsébe. 
A király Robert Dundas, 2nd Viscount Melvillenek nevezte el, az Admiralitás első lordja után, akire a jóval ismertebb kanadai Melville-sziget nevéről többeknek az eszébe jut. Röviddel ezután a britek elkezdtek megtelepedni Ausztrália északi vidékein, létrehozva itt a rövid életű Fort Dundas települést.

## Fordítás
Ez a szócikk részben vagy egészben  a   Melville-island (Australia) című angol Wikipédia-szócikk ezen változatának fordításán alapul.  Az eredeti cikk szerkesztőit annak laptörténete sorolja fel. Ez a jelzés csupán a megfogalmazás eredetét és a szerzői jogokat jelzi, nem szolgál a cikkben szereplő információk forrásmegjelöléseként.